# Amtsgericht Eschenbach in der Oberpfalz

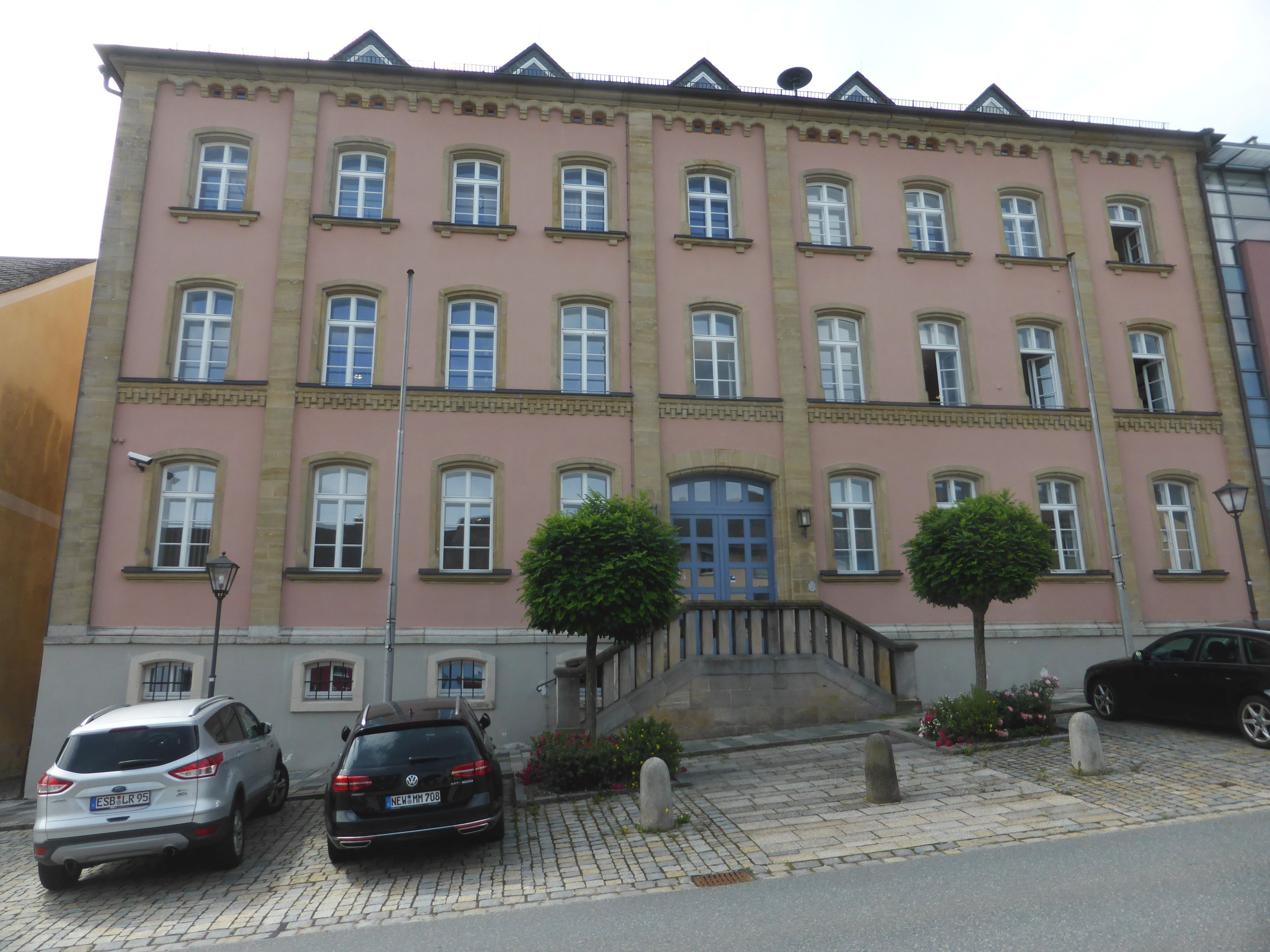
Das ehemalige Amtsgericht Eschenbach am Marienplatz 28 (2017)

Das Amtsgericht Eschenbach in der Oberpfalz war ein von 1879 bis 1973 bestehendes bayerisches Gericht der ordentlichen Gerichtsbarkeit mit Sitz in der Stadt Eschenbach in der Oberpfalz in Bayern.

## Geschichte
Im Jahre 1810 wurde im Verlauf der Verwaltungsneugliederung Bayerns das Landgericht Eschenbach errichtet. Im Jahre 1841 wurden davon 23 Gemeinden abgetrennt, die zum neu gegründeten Landgericht Auerbach kamen. Im Jahre 1862 wurde das Bezirksamt Eschenbach durch den Zusammenschluss der Landgerichtsbezirke Auerbach und Eschenbach gebildet. Das Landgericht Eschenbach blieb als Gerichtsbehörde bestehen und wurde mit der Einführung des Gerichtsverfassungsgesetzes 1879 in Amtsgericht Eschenbach in der Oberpfalz umbenannt.
Nach der kriegsbedingten Umwandlung des Amtsgerichts Auerbach in der Oberpfalz in eine Zweigstelle des Amtsgerichts Eschenbach wurde das Amtsgericht Auerbach im Jahre 1956 endgültig aufgehoben und der Gerichtssprengel dem Amtsgericht Eschenbach zugeordnet. Nach der Auflösung des Landkreises Eschenbach in der Oberpfalz wurde 1973 auch das Amtsgericht in Eschenbach aufgelöst.

## Gerichtsgebäude
Das ehemalige Amtsgerichtsgebäude ist ein stattlicher dreigeschossiger Walmdachbau mit Sandsteingliederungen in Formen des Maximilianstils um 1870.